# Heavy is the Crown
«Heavy is the Crown» — пісня американського рок-гурту Linkin Park, другий сингл на підтримку їхнього восьмого студійного альбому From Zero. Композиція, вихід якої припав на 24 вересня 2024 року, стала офіційним гімном світового чемпіонату з League of Legends 2024 року, а її перероблена версія потрапила до саундтреку другого сезону мультсеріалу «Аркейн».

## Про пісню
«Heavy is the Crown» розпочинається з реп-куплета у виконанні Майка Шиноди, а в приспіві вступає нова вокалістка гурту Емілі Армстронг, гроулінг якої також можна почути в бриджі пісні. На думку професійних оглядачів, композиція дуже близька до ранньої творчості Linkin Park; зокрема вони порівнювали її з такими піснями колективу, як «Faint» і «Bleed It Out». За словами самого Шиноди, «Heavy is the Crown» стала «справжньою родзинкою нової ери» гурту, оскільки в ній вони «опанували свій фірмовий звук і наповнили його свіжою енергією».
Жива прем'єра «Heavy is the Crown» відбулася 22 вересня на концерті Linkin Park в Гамбурзі, Німеччина. Студійна версія пісні вийшла два дні по тому, 24 вересня. Вона стала другим після «The Emptiness Machine» синглом, випущеним на підтримку майбутнього студійного альбому From Zero, вихід якого гурт запланував на 15 листопада.
Того ж 25 вересня «Heavy is the Crown» була оголошена офіційним гімном світового чемпіонату з League of Legends 2024 року. Також гурт представив анімований відеокліп, безпосередньо натхнений відеогрою. У ньому можна побачити як учасників самого Linkin Park, так і переможців минулорічного кібер-змагання, команду T1. 5 листопада гурт виконав пісню наживо у фіналі чемпіонату в Лондоні. Окрім того, альтернативний варіант «Heavy is the Crown» можна почути в другому сезоні анімаційного серіалу «Аркейн», перший епізод якого має таку ж саму назву. За словами шоуранера Крістіана Лінке, при написанні пісні Шинода безпосередньо надихався історією одного з персонажів мультсеріалу.

## Позиції в чартах
| Чарт (2024)                               | Найвища позиція |
| ----------------------------------------- | --------------- |
| Австрія (Ö3 Austria Top 75)               | 2               |
| Бельгія (Ultratop Flanders)               | 41              |
| Бельгія (Ultratop Wallonia)               | 42              |
| Бразилія (Billboard Brasil Hot 100)       | 30              |
| Канада (Billboard Canadian Hot 100)       | 40              |
| Чехія (Singles Digital)                   | 2               |
| Фінляндія (Suomen virallinen lista)       | 23              |
| Франція (SNEP)                            | 33              |
| Німеччина (GfK)                           | 3               |
| Billboard Global 200                      | 14              |
| Греція (International Digital Singles)    | 15              |
| Угорщина (Single Top 40)                  | 16              |
| Ірландія (IRMA)                           | 49              |
| Італія (FIMI)                             | 72              |
| Японія (Billboard Japan Hot Overseas)     | 9               |
| Латвія (LaIPA)                            | 8               |
| Литва (AGATA)                             | 28              |
| Люксембург (Billboard Luxembourg Songs)   | 4               |
| Нідерланди (Mega Single Top 100)          | 47              |
| Нова Зеландія (RMNZ)                      | 2               |
| Польща (OLiS)                             | 19              |
| Португалія (AFP)                          | 10              |
| Словаччина (Singles Digital)              | 3               |
| Південна Корея (Download Chart)           | 75              |
| Іспанія (PROMUSICAE)                      | 62              |
| Швеція (Sverigetopplistan)                | 38              |
| Швейцарія (Media Control AG)              | 3               |
| Велика Британія (Official Charts Company) | 18              |
| США (Billboard Hot 100)                   | 79              |

| Чарт (2024)                  | Найвища позиція |
| ---------------------------- | --------------- |
| Чехія (Singles Digital)      | 3               |
| Словаччина (Singles Digital) | 14              |

| Чарт (2024)                         | Позиція |
| ----------------------------------- | ------- |
| Німеччина (GfK)                     | 80      |
| США (Billboard Hot Hard Rock Songs) | 30      |